# Shotgunz In Hell
Shotgunz In Hell - wspólny album studyjny holenderskiego zespołu Dope D.O.D. oraz amerykańskiej grupy hip-hopowej Onyx. Wydawnictwo ukazało się 29 maja 2017 roku nakładem wytwórni muzycznych Major Independents oraz Mad Money Movement.

## Lista utworów
| Nr  | Tytuł utworu                                               | Produkcja     | Długość |
| --- | ---------------------------------------------------------- | ------------- | ------- |
| 1.  | „Shotgunz In Hell” (Scratche: DJ Friss)                    | Tjibz         | 1:42    |
| 2.  | „Can't Hear You” (Scratche: DJ Friss; Gościnnie: Sick Flo) | Peter Songolo | 4:12    |
| 3.  | „XXX”                                                      | Tjibz         | 3:14    |
| 4.  | „Piro” (Scratche: DJ Nelson; Gościnnie: Dopey Roten)       | Nightwatch    | 2:45    |
| 5.  | „Spit In Ya Face”                                          | Cookin' Soul  | 2:41    |
| 6.  | „Doomsday”                                                 | Ezra          | 3:04    |
| 7.  | „Die Slow”                                                 | Bananaz       | 2:56    |
| 8.  | „What's Your Drug Of Choice?” (Skit)                       | Bananaz       | 1:35    |
| 9.  | „Don't Sleep”                                              | Peter Songolo | 2:57    |
| 10. | „Psychopath” (Gościnnie: Snak The Ripper)                  | Chubeats      | 3:05    |
| 11. | „Playa”                                                    | Peter Songolo | 3:52    |
| 12. | „The Body” (Skit)                                          | Chubeats      | 1:15    |
| 13. | „Stacking”                                                 | Peter Songolo | 3:12    |
|     |                                                            |               | 36:30   |

## Twórcy albumu
- Dope D.O.D. & Onyx - rap, teksty, produkcja wykonawcza
- Peter Songolo - miksowanie, mastering
- Perry Papadakos - produkcja
- Karen López - oprawa graficzna